# Storia dell'istruzione in Francia
Il sistema educativo francese ha subito grandi cambiamenti nel corso della storia, la cui caratteristica principale è stata l'accesso sempre più ampio all'istruzione per il popolo francese, dall'Ancien Régime a oggi. Da tempo riservata a una certa élite, l'istruzione è stata notevolmente democratizzata. Il tema dell'istruzione è soggetto ad aspetti politici, ideologici ed economici che contribuiscono alla sua storia.
Persone, famiglie, Stato e istituzioni (religiose, economiche, ecc.) hanno costituito i gruppi di pressione che hanno condotto all'introduzione generalizzata della scolarizzazione, in particolare attraverso le leggi Jules Ferry. La storia dell'istruzione in Francia è quindi segnata da considerazioni economiche (costo della scuola, valore economico dei bambini) e sociali, oltreché da dibattiti sulla libertà di educazione e sul secolarismo.

## Medioevo

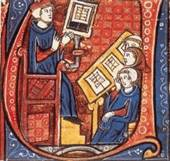
Una lezione in un'università medievale: un dottore in diritto canonico e i suoi studenti.

Un aneddoto di Notker di San Gallo, secondo cui Carlo Magno avrebbe visitato una delle scuole da lui istituite per verificare le conoscenze degli alunni, è all'origine della falsa convinzione che l'imperatore avrebbe "inventato la scuola" in Francia. È vero che, consigliato su questo punto da Alcuino, creò la Schola palatina di Aquisgrana: le lezioni erano strutturate intorno alle sette arti liberali del Trivio e del Quadrivio, che erano state definite nel VI secolo. In effetti, il suo capitolare Admonitio Generalis, promulgato il 23 marzo 789, includeva tra le decisioni più rilevanti il ripristino delle scuole monastiche ed episcopali. In realtà, la Gallia romanizzata aveva scuole municipali (elementari insegnate dal magister, secondarie dal grammatico, superiori sotto la direzione del retore). Questo modello romano si perpetuò nelle scuole presbiterali, monastiche o episcopali, che vi aggiunsero l'insegnamento religioso, come attesta il Concilio di Vaison, ma si sviluppò soprattutto nella Spagna visigota, in Irlanda, in Italia e in Inghilterra, dove Carlo Magno chiamò i maestri di questi grandi centri di apprendimento per formare un corpo di rigorosi funzionari e un'élite aristocratica.
Il XII secolo vide una vera e proprio cambio di paradigma nel campo dell'istruzione. Il Rinascimento del XII secolo vide il progresso nel campo educativo, la nascita delle università con l'organizzazione unitaria dell'insegnamento in tutti i collegi medievali delle grandi città e l'approfondimento della conoscenza degli autori greci, quali: Aristotele, ma anche Talete, Euclide, Archimede.
Le università erano organizzate in quattro facoltà, a partire dai collegi della Facoltà delle Arti, che continuavano a insegnare il trivium e il quadrivium e fungevano da elemento propedeutico per proseguire in una delle altre tre facoltà superiori (teologia, medicina, giurisprudenza), a seconda del campo di attività previsto per lo studente.
Sia durante il Medioevo che durante il Rinascimento, la didattica era interamente erogata in latino. Tuttavia, a partire dal 1530, quando fu fondato il Collège Royal (poi Collège de France), alcuni professori -come il grammatico Ramuz, il matematico Pierre Forcadel- iniziarono 
a insegnare in francese.
Sia durante il Medioevo che durante il Rinascimento, l'insegnamento era interamente in latino. Tuttavia, a partire dal 1530 (quando fu fondato il Collège Royal, poi Collège de France), alcuni professori (il grammatico Ramuz, il matematico Pierre Forcadel) insegnarono in francese.

## Ancien Régime
L'era moderna ha visto lo sviluppo delle "petits écoles", progettate per fornire ai bambini un'istruzione di base (lettura, scrittura e aritmetica), in particolare con l'ordinanza del 13 dicembre 1698. Il re Luigi XIV obbligò i genitori francesi a mandare i propri figli nelle scuole parrocchiali, dette petites écoles. Questo obbligo valeva per i bambini fino all'età di quattordici anni. Le autorità reali incoraggiavano queste scuole, ma non erano coinvolte nella loro organizzazione o nel loro finanziamento. Le piccole scuole dipendevano quindi dai vescovi e dalle comunità locali. I finanziamenti provenivano esclusivamente dalle famiglie, che non incoraggiavano l'insegnamento regolare. Queste piccole scuole, che si trovano soprattutto nelle città e in alcune regioni, erano generalmente riservate ai ragazzi.

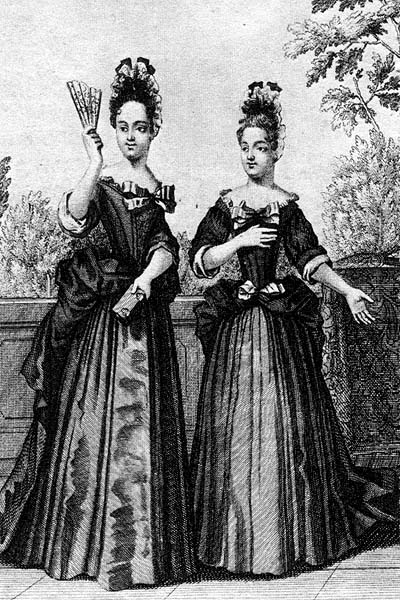
Giovani donne di Saint-Cyr (incisione di Nicolas Bonnar, tra il 1680 e il 1715).

Questa educazione era impartita in francese, sia dai Fratelli delle scuole cristiane che dalle Piccole scuole di Port Royal. Nelle campagne, all'interno delle scuole destinate a insegnare ai bambini poveri a leggere e scrivere, la lettura veniva impartita dai libri di preghiera in latino, nelle lingue regionali e nei dialetti locali. Anche l'istruzione femminile, che rimaneva piuttosto limitata (lettura, scrittura, grammatica, storia e letteratura), veniva impartita in francese: ne è un buon esempio l'istituzione di Saint-Cyr, per l'educazione delle giovani nobili che non avevano disponibilità economiche.
Nelle principali città furono istituiti collegi gestiti da ordini religiosi. Questi si emanciparono dalle università con vari gradi di difficoltà. Tra il XVI e il XVIII secolo, i Gesuiti fondarono e gestirono una serie di prestigiosi istituti nei quali le lezioni erano gratuite (il più famoso è l'attuale Lycée Louis-le-Grand di Parigi). L'insegnamento era esclusivamente in latino, mentre gli Oratoriani accettavano un po' di francese. Tutti questi collegi formavano una gran parte dei figli della borghesia, sebbene non proseguissero gli studi all'università. Quest'ultima continuò ad esistere, poiché i diplomi erano essenziali per l'esercizio di alcune funzioni, in particolare le cariche giudiziarie e il sacerdozio. Nel XVIII secolo, il francese iniziò a prendere piede nei collegi: a metà del secolo, il latino non era più obbligatorio nelle conversazioni degli studenti; poco prima della Rivoluzione, il francese iniziò a essere utilizzato nell'insegnamento della matematica, delle scienze e della filosofia. La soppressione della Compagnia di Gesù nel 1763 fu il primo punto messo a segno nel programma che voleva di eliminare la dimensione religiosa dall'istruzione. Dopo la chiusura delle istituzioni gesuitiche, la grammatica e l'ortografia francese furono insegnate in tutti i collegi.
In questo periodo, furono creati anche i primi istituti di istruzione superiore specializzati, in particolare per l'ingegneria, che prefiguravano le Grande école.

## L'opera della Rivoluzione
L'istruzione divenne un tema importante fin dall'inizio della Rivoluzione francese (1789) e oggetto di numerosi dibattiti, anche se sarebbe passato del tempo primaché venisse riformata. Nel 1791, ad esempio, il Comitato per l'istruzione pubblica dell'Assemblea legislativa avviò un'indagine sugli istituti di istruzione pubblica. Nell'anno II, il 5 novembre, la Convenzione nazionale approvò un testo fondativo che rendeva l'istruzione laica e gratuita. Louis Joseph Charlier fece aggiungere un emendamento che rendeva l'istruzione obbligatoria in Francia. La situazione mutò con le restrizioni imposte all'istruzione religiosa. Il governo prevedeva l'organizzazione dell'istruzione statale. Il magister del villaggio e il cancelliere della parrocchia, che fungevano da maestri di scuola, furono sostituiti da maestri elementari. Il corpo docente fu costituito dalla legge del 12 dicembre 1792, che stabiliva come scopo quello di aprire l'istruzione primaria a tutti, fatto attestato dalla creazione del Ministero dell'Istruzione Pubblica. La riforma condusse alla legge Daunou del 3 brumaio dell'anno IV (25 ottobre 1795), legge che organizzò l'istruzione primaria abolendo l'obbligo scolastico. Inoltre, creò scuole centrali di breve durata per l'istruzione secondaria, il cui scopo principale era quello di dare maggiore rilievo alle scienze, rompendo così con l'istruzione umanistica tramandata dall'Ancien Régime.
Secondo i rivoluzionari, le sfide dell'educazione erano:
- dare una cultura a tutti i cittadini tale che, una volta illuminati, non sarebbero caduti nella trappola di una vita interamente orientata a soddisfare le enormi esigenze di lavoro del sistema produttivo o al culto;
- legittimare e garantire la sopravvivenza del nuovo sistema politico francese che stava nascendo: la democrazia.

Le università furono abolite nel 1793 e sostituite, a partire dal 1794, da scuole professionali: giurisprudenza e medicina. La Rivoluzione sviluppò anche il sistema delle grande école, come l'École polytechnique, fondata nel 1794. Allo stesso tempo, Nicolas de Condorcet lanciò il movimento per l'educazione permanente, che aveva lo scopo di consentire a tutti i cittadini di ricevere una formazione continua. In questo periodo, fu creato il Conservatoire national des arts et métiers.

## Da Napoleone a Jules Ferry
Quando Napoleone I salì al potere nel 1799, notò la disorganizzazione dell'istruzione primaria e ristabilì le scuole religiose. Nel 1802, con la legge del 1º maggio, durante il Consolato, furono fondati i primi lycée, accanto ai collège che erano considerati secondari. Il 18 maggio 1804, Napoleone Bonaparte diventò imperatore dei francesi: questo fatto segnò la fine della Prima Repubblica e la nascita del Primo Impero. Il 15 agosto 1808, l'articolo 38 del decreto napoleonico sull'educazione stabilì che le scuole dovessero da allora in poi seguire i "principi della Chiesa cattolica", mentre l'articolo 109 affermò che i Fratelli delle scuole cristiane erano responsabili dell'istruzione primaria e della formazione degli insegnanti. Questi "lasalliani", i principali attori dell'educazione primaria cattolica, ripresero gradualmente le loro funzioni. Tuttavia, l'apertura di nuove scuole fu così lenta (a causa della mancanza di un numero sufficiente di insegnanti già formati) che esse cedettero temporaneamente il passo al forte sviluppo delle scuole mutuali.
La più grande riforma di Napoleone I fu la creazione dell'Università Imperiale, con la legge del 10 maggio 1806 e soprattutto il decreto del 17 marzo 1808. Quest'ultimo includeva la filosofia, sotto il nome di "logica", tra le materie necessarie per l'istruzione secondaria. L'anno successivo, un regolamento sostituì questa parola con "filosofia" e un decreto del 1810 estese questa disposizione a tutti i licei.
Oltre alle disposizioni istituzionali, questi testi legislativi organizzarono il monopolio dell'istruzione statale. Secondo il decreto, i diversi livelli di istruzione erano: facoltà, lycée, collèges, istituti, collegi e scuole elementari.
Le scuole di medicina e giurisprudenza erano state rinominate "facoltà" e, contestualmente, furono create le facoltà di arti e scienze.

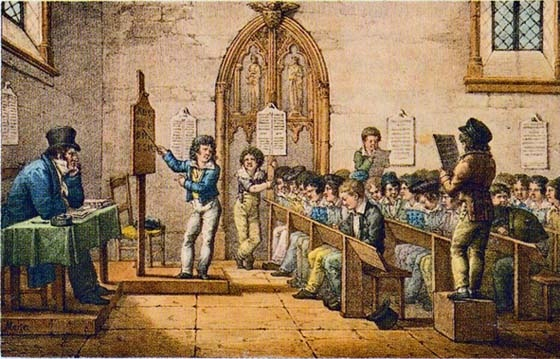
Veduta incisa di un'aula di scuola mutuale, Parigi, 1815. Les tableaux de Paris (litografia di Jean Henri Marlet).

Dal 1815 al 1830 la Francia fu governata dalla Seconda Restaurazione. Il decreto del 29 febbraio 1816 determinò una svolta nel campo dell'istruzione. Esso istituì un comitato cantonale responsabile della supervisione delle scuole. Senza specificare i metodi di insegnamento, se simultanei o reciproci, l'articolo 14 obbligava i comuni a "garantire che i bambini residenti ricevessero l'istruzione primaria, e che i bambini indigenti la ricevessero gratuitamente". I comuni avevano facoltà di unirsi per adempiere a questo obbligo.
L'amministrazione di Denis Frayssinous, vescovo di Hermopolis, Ministro dell'Istruzione pubblica dal 1824 al 1827, introdusse una speciale agrégation in filosofia nel 1825. Lo stesso ministro stilò un elenco di domande che gli studenti dovevano discutere e sulle quali si sarebbe basato l'esame di baccalauréat. Questo programma, risalente al 1823, comprendeva la morale, la metafisica e la logica, che a sua volta includeva gran parte della psicologia. Secondo il sociologo Émile Durkheim:
(Émile Durkheim, L'enseignement philosophique et l’agrégation de philosophie, 1895)

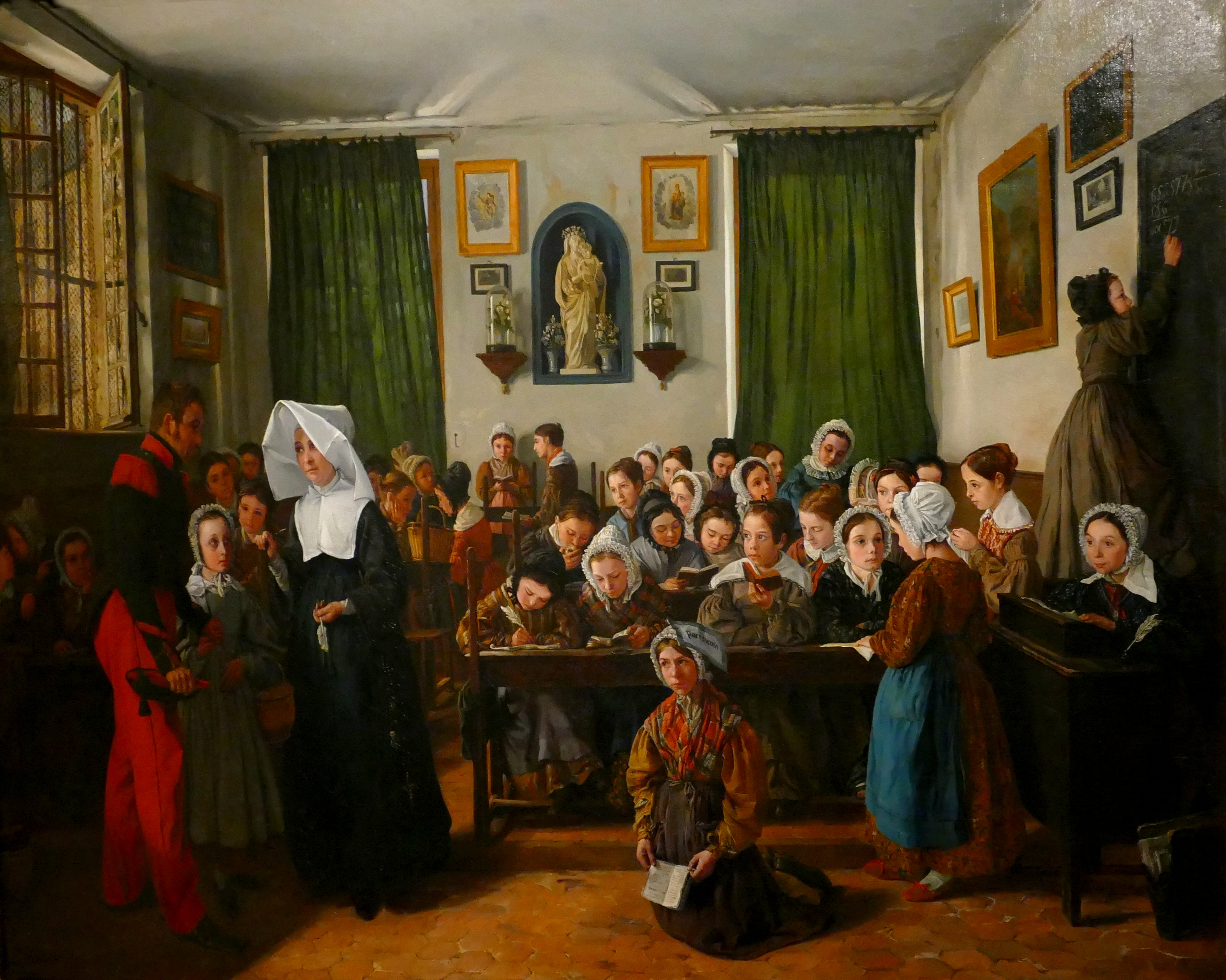
Scuola cristiana à Versailles (Antoinette Asselineau, 1839).

Dal 1830 al 1848, la Francia fu governata dalla Monarchia di luglio. Per tutto il XIX secolo, i governi che si sono succeduti cercarono di migliorare l'istruzione primaria, dovendo al contempo accettare o combattere il desiderio della Chiesa cattolica di controllare l'educazione intellettuale e morale dei giovani francesi. Secondo la legge Guizot del 1833, i comuni con più di 500 abitanti dovevano dotarsi di una scuola maschile. Guizot incoraggiò anche la fondazione di scuole elementari superiori per migliorare l'istruzione generale e professionale degli alunni provenienti da famiglie modeste che altrimenti non avrebbero potuto frequentare collège e lycée. La sua legge stabilì anche un salario minimo per gli insegnanti delle scuole elementari (fissato in 200 franchi), dato che fino ad allora i loro stipendi pagati dai comuni erano molto bassi, a volte del tutto inesistenti. Allo stesso tempo, furono avviate tutta una serie di iniziative per "industrializzare" l'istruzione. Ciò si rifletté nell'impegno di figure come La Rochefoucaud-Liancourt e Saint-Simon per l'educazione reciproca.
Per molto tempo, alle donne fu vietato di lavorare come insegnanti, fino a quando una sentenza del Consiglio del Re di Francia dell'8 agosto 1834 le autorizzò a dirigere temporaneamente scuole maschili o istituti misti.
La legge Falloux del 1850 tentò di promuovere la diffusione dell'istruzione primaria stabilendo il principio di una scuola maschile in ogni comune e di una scuola femminile per "coloro che potevano permettersela". La legge ha formalizzò il dualismo dei sistemi educativi, consentendo lo sviluppo dell'istruzione gratuita accanto a quella pubblica finanziata dallo Stato, fornita principalmente dalle scuole cattoliche. Inoltre, la Chiesa cattolica esercitò un notevole controllo sull'organizzazione, sui programmi di studio e sulla nomina degli insegnanti nelle scuole pubbliche.
Dal 1848 al 1852, la Francia fu governata dalla Seconda Repubblica, che fu poi sostituita dal Secondo Impero fino al 1870. Nel 1861 la società industriale di Mulhouse inviò una petizione al Senato chiedendo l'istruzione obbligatoria per tutti. Nel 1867 la legge Duruy organizzò ufficialmente l'istruzione primaria per le ragazze, rendendo obbligatoria l'apertura di una scuola femminile per i comuni con più di 500 abitanti. La storica Michelle Perrot ha ricordato che durante il Secondo Impero non era consentito alle ragazze di conseguire il baccalauréat; Julie Victoire Daubié, la prima donna a ricevere questo diploma in Francia, nel 1861, dovette chiedere l'autorizzazione al Ministro dell'Istruzione Pubblica, che a sua volta aveva sottoposto la questione all'imperatrice Eugenia.
Nel 1870 in Francia si instaurò la Terza Repubblica. L'istruzione laica gratuita fu introdotta nel 1871 durante la Comune di Parigi, nel XX arrondissement della città.
Nonostante i piani in tal senso elaborati dalla Rivoluzione francese del 1848, nessun governo fino al 1880 si spinse fino ad introdurre l'istruzione obbligatoria. Questa fu una delle principali innovazioni di Jules Ferry. L'istruzione secondaria per le ragazze ricevette un impulso con la creazione di licei femminili nel 1880, anche se solo le ragazze più ricche erano ammesse.

## Jules Ferry

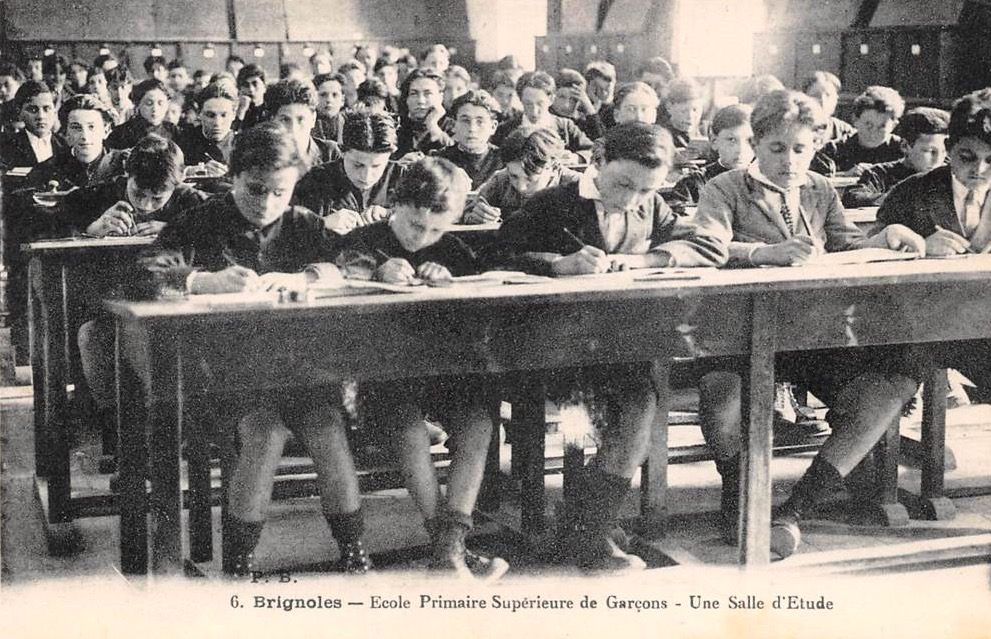
Scuola primaria superiore maschile di Brignoles (cartolina postale dei primi del XX secolo).

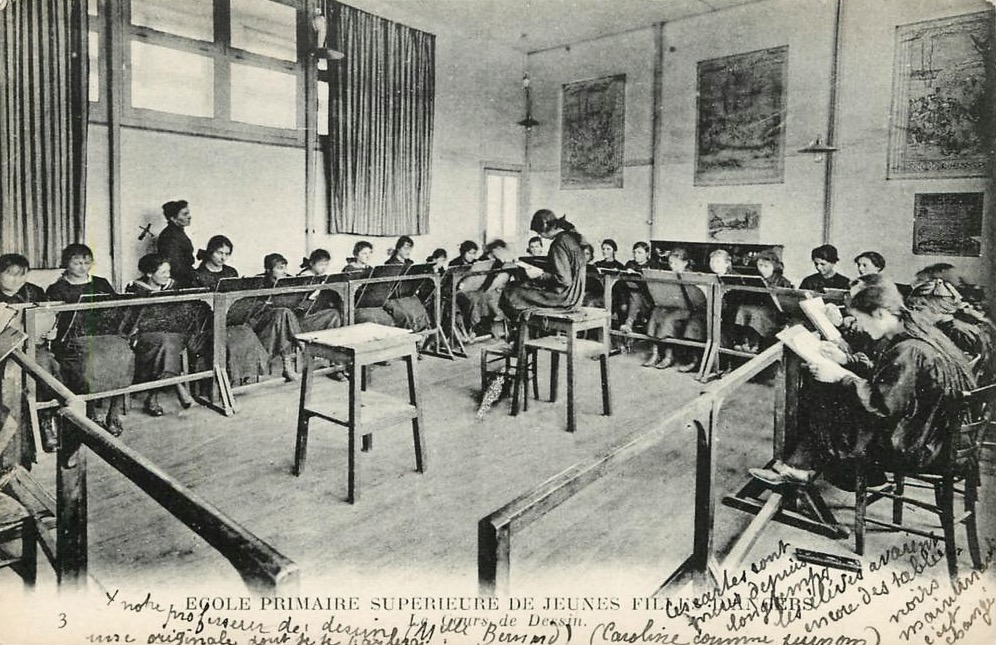
Scuola primaria superiore per giovani donne di Angers, classe di disegno (cartolina dei primi del XX secolo).

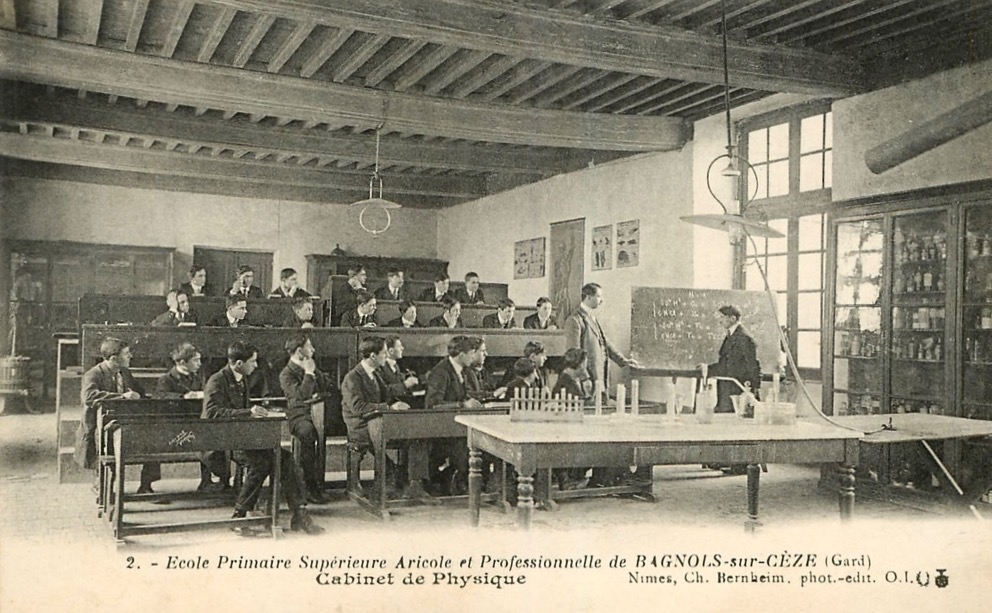
Scuola primaria agricola e professionale di Bagnols-sur-Cèze (Gard), aula di fisica (cartolina postale dei primi del XX secolo).

Nel 1866 Jean Macé, insegnante e politico, fondò la Ligue de l'enseignement, che si batteva per l'introduzione di un'istruzione gratuita, obbligatoria e laica.
Gli anni Ottanta del XIX secolo furono caratterizzati da cambiamenti fondamentali nel sistema scolastico francese, guidati, almeno inizialmente, da Jules Ferry (più volte Ministro dell'istruzione pubblica e delle belle arti tra il 1879 e il 1883) e dal suo principale consigliere Ferdinand Buisson. Le leggi Jules Ferry della fine del XIX secolo, che rendevano le scuole laiche, obbligatorie e gratuite, erano il culmine di un movimento di secolarizzazione della scuola. Nel 1880 Paul Bert affermò il suo desiderio di sostituire l'insegnamento religioso con l'educazione civica, dicendo: 
(Paul Bert, l'un des fondateurs de l'Ecole Publique')
La legge introdusse l'istruzione obbligatoria dai 6 ai 13 anni, anche se i bambini potevano lasciare la scuola prima di questa età se avevano superato la licenza elementare introdotta il 28 marzo 1882. La laicità, proclamata nel 1881 con l'abolizione dell'insegnamento religioso nelle scuole pubbliche, fu rafforzata dalla legge Goblet del 1886, che vietava ai chierici di insegnare nelle scuole pubbliche. Tuttavia, la laicità non fu applicata nell'Alsazia e nella Mosella, che erano state annesse all'Impero tedesco nel 1871.
L'introduzione della morale laica nei libri di testo scolastici, spesso scritti da liberi pensatori, indignò i cattolici francesi e portò alla prima guerra dei libri di testo nel 1882, quando quattro libri scolastici furono messi all'indice.
Gli insegnanti della scuola primaria erano il perno di questo sistema, che si reggeva grazie alla loro fiducia nel progresso sociale che la scuola era in grado di assicurare. Il monopolio delle Grande École non era più sufficiente ad alimentare l'economia della Seconda rivoluzione industriale. Altre scuole stavano aprendo e la mobilità sociale dei lavoratori era all'ordine del giorno.
Tuttavia, i lycée dovevano essere pagati ed erano quindi riservati ai figli della borghesia.
Gli Hussards noirs (alcuni dei quali erano insegnanti di scuola elementare) furono le figure emblematiche di quest'epoca. Combattendo nelle loro "case-scuola" contro il comune clericale e il parroco, questi insegnanti, spesso di origini modeste, inculcavano agli scolari i valori della Repubblica, insegnando storia, morale ed educazione civica.
Nel 1902 Pierre Deschamps fondò l'associazione Mission laïque française. Nel 1904 Émile Combes proibì ai religiosi di insegnare nelle scuole religiose.
In seguito alla separazione tra Stato e Chiesa, la guerra scolastica divampò in molte parti della Francia, a causa della crescente inclinazione delle scuole laiche a comportarsi da anticattoliche.
Unitamente a un acceso dibattito politico, ciò indusse l'episcopato francese a porre maggiore enfasi sulle scuole libere e a incrementare le iscrizioni a scapito delle scuole pubbliche, che erano ferocemente osteggiate dal basso clero e dalle associazioni cattoliche militanti.

## Tra le due guerre e durante il regime di Vichy
Il periodo interbellico vide un boom dell'istruzione tecnica con l'adozione della legge Astier (1919), che creava scuole specializzate. Negli anni '30, l'obiettivo delle scuole era quello di raggiungere l'uguaglianza nella società. Si arrivò persino a credere che spettasse alla società creare posti di lavoro per i giovani adulti così formati dal sistema scolastico.
Nel 1924 il baccellierato fu aperto a tutte le ragazze; era anche la chiave per l'accesso all'università: un numero maggiore di studentesse intraprendeva corsi di istruzione superiore, compresi quelli che portavano alla carriera di insegnante, avvocato o medico.
Nel 1933 l'istruzione secondaria, a partire dal sesto anno, non fu più a pagamento, come era avvenuto fin dalla creazione dei lycée da parte di Napoleone nel 1802. L'accesso ai lycée avveniva ancora tramite esame di ammissione (con prove di dettato, saggio e matematica di base).
Le politiche del regime di Vichy, in vigore dal 10 luglio 1940 al 20 agosto 1944, non apportarono innovazione molto in termini di contenuti didattici e il periodo fu caratterizzato piuttosto da una forma di reazione. L'istruzione secondaria tornò a essere a pagamento. Gli istituti di formazione per insegnanti furono aboliti perché erano il veicolo dei valori repubblicani. Gli insegnanti venivano quindi reclutati sulla base del diploma richiesto dal governo di Vichy, ovvero il baccalauréat, e trascorrevano un anno di lavoro in una scuola a fianco di un insegnante. Allo stesso tempo, il Consiglio nazionale della resistenza chiedeva un'istruzione più integrata. Il latino perse importanza nell'istruzione e divenne facoltativo.
A partire dal 1940, i chierici furono nuovamente autorizzati a insegnare.

## Dalla Liberazione al maggio 1968

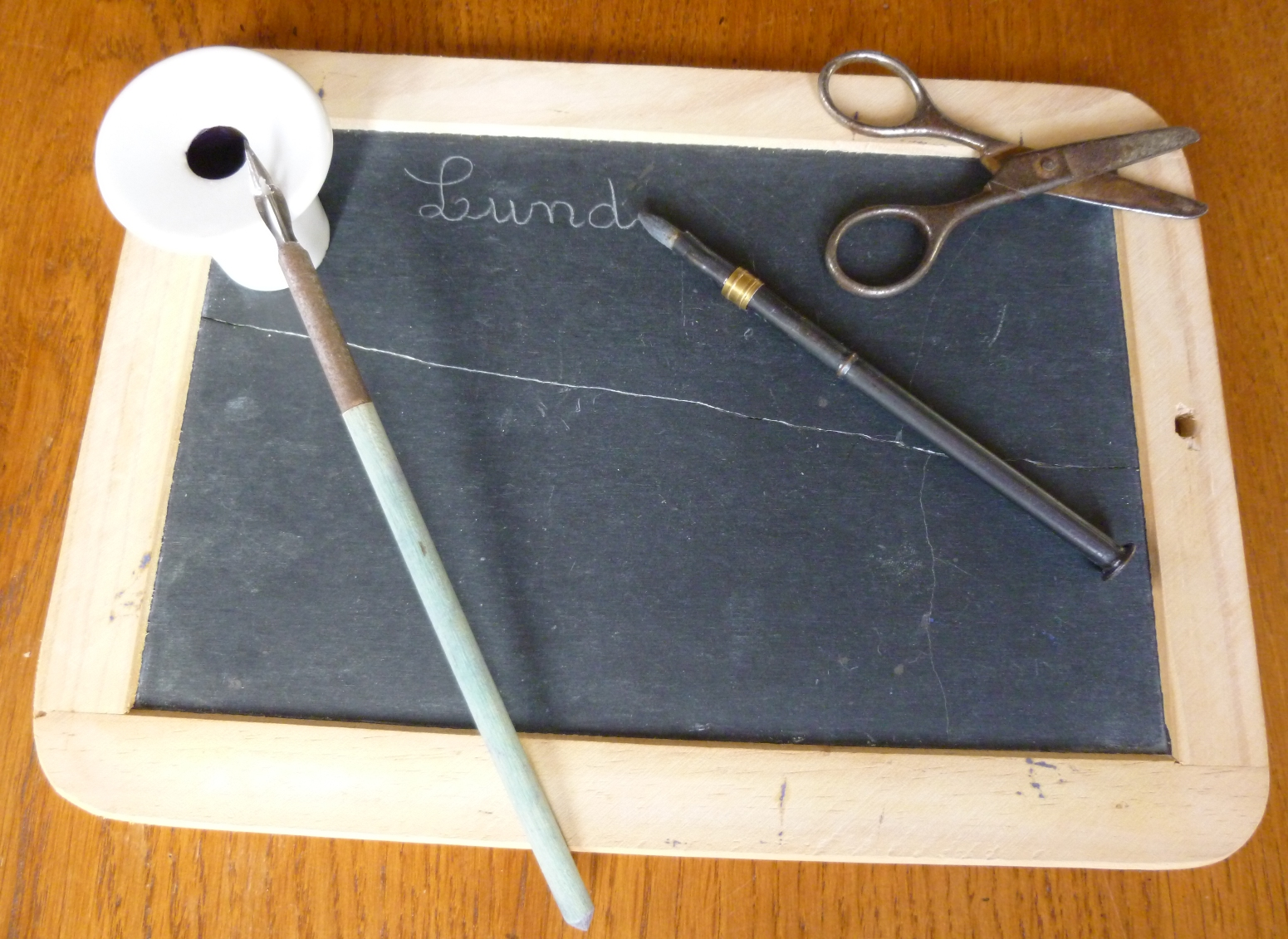
Materiali di studio di uno scolaro.

Quando la Francia fu liberata alla fine della Seconda Guerra Mondiale, il governo provvisorio decise di ripristinare l'istruzione secondaria gratuita e istituì una commissione per esaminare la materia. Il rapporto Langevin-Wallon che ne scaturì propose una serie di misure di modernizzazione in risposta alla massificazione del sistema scolastico che si prospettava all'orizzonte. Si proponeva di democratizzare l'istruzione, estendendo l'obbligo scolastico fino ai 18 anni, unitamente alle sperimentazioni dei nuovi movimenti educativi, e creando una scuola unica. Il progetto fu abbandonato per mancanza di risorse e per divergenze politiche, ma fu fonte di ispirazione per molte riforme scolastiche successive. Nel 1959, con la riforma di Jean Berthoin, l'obbligo scolastico fu ufficialmente portato a 16 anni, anche se non fu pienamente attuato fino al 1971. Le classi complementari dell'insegnamento primario superiore furone trasformate in collèges d'enseignement général (CEG) e furono istituiti i collèges d'enseignement secondaire, che comprendevano diversi indirizzi. La legge Debré del 1959 introdusse anche i contratti con le scuole pubbliche, i cui insegnanti erano pagati dallo Stato a condizione che insegnassero lo stesso programma delle scuole statali (note come "écoles sous contrat"), mentre il catechismo divenne una materia extracurriculare e facoltativa, sebbene le scuole pubbliche fossero ancora prevalentemente cattoliche.
Non essendo riuscita a modernizzarsi per far fronte al numero crescente di studenti, negli anni '60 l'istruzione francese fu sull'orlo del collasso fino alla rivolta del maggio 1968. La democratizzazione dell'istruzione avvenne prima nella formazione tecnica e professionale, poi nelle scuole secondarie e nelle università. Le università francesi, mal preparate ad accogliere un numero così elevato di studenti e crudelmente a corto di locali, cercarono di rinnovarsi, in particolare costruendo centri secondari. Tuttavia, questi sforzi furono insufficienti e una delle cause del malcontento studentesco del maggio 1968 furono le cattive condizioni in cui gli studenti si trovavano ad operare.

## Dopo il maggio 1968
In seguito al movimento del maggio 1968, l'università fu riformata, portando, tra l'altro, a una maggiore autonomia e a una democratizzazione della sua amministrazione (legge Faure del 1968). La coeducazione divenne la norma a tutti i livelli del mondo scolastico e universitario. Nel 1975 la legge Haby introdusse il principio di un unico collège per tutti gli alunni.
La pedagogia, influenzata dalle scienze dell'educazione, si evolvette e mise in discussione il ruolo dell'insegnante in termini di direttività o non direttività.
Negli anni '70, il filosofo austriaco Ivan Illich si spinse fino al punto di a mettere in dubbio l'utilità di un sistema scolastico sponsorizzato dallo Stato, mentre nel '64 i sociologi francesi Pierre Bourdieu e Jean-Claude Passeron notarono nel 1964 che la percentuale di persone provenienti da ambienti popolari che proseguivano gli studi superiori rimaneva molto bassa. Essi teorizzarono che il sistema scolastico riproducesse i modelli sociali e che il suo scopo fosse quello di consolidare e legittimare la posizione degli alunni nella gerarchia sociale. All'epoca, si sottolineava che solo le famiglie con il giusto capitale culturale avrebbero permesso ai loro figli di avere successo a scuola.
Le nuove pedagogie (Montessori, Freinet, ecc.), pur suscitando un notevole dibattito, posero il bambino al centro dello sviluppo dell'educazione. La legge Jospin del 1989 sembrò andare nella loro direzione, ponendo l'alunno "al centro del sistema educativo". Il posto dell'alunno non era più quello di un semplice contenitore che doveva essere riempito dall'insegnante (triangolo pedagogico). L'idea di formare gli studenti per il loro futuro status di cittadini era sostenuta dal sistema scolastico ("educazione alla cittadinanza").
Anni più tardi, l'economista Thomas Piketty sottolineò:
(Antonio Martín-Cabello, iketty, Thomas (2014): Capital in the Twenty-First Century. Cambridge: The Belknap Press of Harvard University Press, 2015)
I decisori politici riconobbero questo ruolo dell'istruzione e quindi continuarono a sostenere gli obiettivi di aumentare il livello di istruzione delle popolazioni..
Dopo l'obbligo scolastico, una nuova rivoluzione ebbe luogo grazie allo sviluppo delle scienze cognitive applicate all'insegnamento e all'apprendimento, in particolare grazie all'imaging cerebrale e agli approcci educativi basati sull'evidenza scientifica, in particolare con la creazione del Consiglio superiore dell'istruzione e del Consiglio scientifico dell'educazione nazionale.

### Bibliographie
- Pierre Albertini, L’école en France, XIXe-XXe siècle, de la maternelle à l’université, Hachette, 1992.
- Nathalie Brémand, Les socialismes et l'enfance : expérimentation et utopie (1830-1870), Rennes, Presses universitaires de Rennes, 2008 (Collection Histoire), 365 p.
- Nathalie Bulle, L'école et son double. Essai sur l'évolution pédagogique en France, Hermann, 2009.
- Jean-François Condette et Véronique Castagnet-Lars (dir.), Histoire des élèves en France. Vol. 1 : Parcours scolaires, genre et inégalités (xviie-xxe siècles), Villeneuve-d’Ascq, Presses universitaires du Septentrion, « Histoire et civilisations », 2020, 566 p.
- Louis Grimaud, Histoire de la liberté d'enseignement en France, Paris, Arthaud, 6 vol., 1944-1954.
- Jérôme Krop et Stéphane Lembré (dir.), Histoire des élèves en France. Vol. 2 : Ordres, désordres et engagements (xvie-xxe siècles), Villeneuve-d’Ascq, Presses universitaires du Septentrion, « Histoire et civilisations », 2020, 376 p.
- François Lebrun, Jean Quéniart et Marc Venard, Histoire générale de l’enseignement et de l’éducation en France, 1480-1789, tome 2, Perrin, 2003.
- Antoine Léon et Pierre Roche, Histoire de l'enseignement en France.
- Marc Loison, École, alphabétisation et société rurale dans la France du Nord au XIXe siècle, Paris, L’Harmattan, 2003, 296 p.
- Marc Loison, L’école primaire française. De l’Ancien régime à l’éducation prioritaire, Paris, Vuibert, 2007, 362 p.
- Françoise Mayeur, L'enseignement secondaire des jeunes filles sous la Troisième République, Paris, Presses de la Fondation nationale des sciences politiques, 1977.
- Françoise Mayeur, L'éducation des filles en France au XIXe siècle, Paris, Hachette, 1979 (rééd. Perrin, 2008).
- Françoise Mayeur, Histoire générale de l’enseignement et de l’éducation en France, 1789-1930, tome 3, Perrin, 2004.
- Pierre Mœglin, Outils et médias éducatifs, Pug, 2005.
- André Payan-Passeron, Quelle École et quels enseignants? - Métamorphoses françaises sur trois générations à partir des 34 normaliens d'Avignon (de 1914-18 aux années 2000), 266 p., Éditions L'Harmattan, Paris, 2006, ISBN 2-296-00604-3 - Aperçu du livre sur :  e biografia dell'autore
- Félix Ponteil, Histoire de l’enseignement en France, 1789-1965, Sirey, 1965.
- Antoine Prost, Histoire générale de l’enseignement et de l’éducation en France, Depuis 1930, tome 4, Perrin, 2004.
- Michel Rouche, Histoire générale de l’enseignement et de l’éducation en France, ve av. J.C. - XVe siècle, tome 1, Perrin, 2003.
- Gilles Rouet, L'invention de l'école. L'école primaire en France sous la monarchie de Juillet, Presses universitaires de Nancy, 1993.
- Jean Vial, Histoire de l'éducation, Paris, PUF, coll. « Que sais-je ? », 1966 (rééd. 1995).
- Jean de Viguerie, L'institution des enfants : l'éducation en France XVIe–|XVIIIe, Paris, Calmann-Lévy, 1978.
- Jean de Viguerie, L'Église et l'Éducation, Paris, Dominique Martin Morin, 2001.
- Jean de Viguerie, Les Pédagogues, Paris, Le Cerf, 2011.
- Jean de Viguerie, La Dégradation de l'école en France, Paris, L'Homme Nouveau, 2020, 50 p. ISBN 979-10-97507-18-3.